# Mistmare
Mistmare est un jeu vidéo de type action-RPG développé par Arxel Tribe et édité par Strategy First, sorti en 2003  sur Windows.

## Accueil
- Jeux Vidéo Magazine : 4/20[1]
- Jeuxvideo.com : 10/20[2]
- Gamekult : 3/10[3]